# Nizar Khalfan
Nizar Khalfan (ur. 21 czerwca 1988 w Mtwarze) – tanzański piłkarz występujący na pozycji prawego pomocnika. Zawodnik klubu Pamba SC.

## Kariera klubowa
Khalfan karierę rozpoczynał w 2005 roku w zespole Mtibwa Sugar FC. W 2007 roku przeszedł do kuwejckiego Al-Tadamon SC, a w 2008 roku do libańskiego Tadamon Sour. W 2009 roku wrócił do Tanzanii, gdzie został graczem klubu Moro United FC. W tym samym roku podpisał kontrakt z kanadyjskim Vancouver Whitecaps z ligi USSF Division 2 Professional League, stanowiącej drugi poziom rozgrywek. W 2011 roku rozpoczął z zespołem starty w lidze MLS. Zadebiutował w niej 19 marca 2011 roku w wygranym 4:2 pojedynku z Toronto FC. 7 października 2011 roku w wygranym 3:0 spotkaniu z Realem Salt Lake strzelił pierwszego gola w MLS.
W 2012 roku Khalfan wrócił do Tanzanii. W latach 2012–2015 występował w Young Africans SC, z którym w sezonach 2012/2013 i 2014/2015 wywalczył dwa mistrzostwa kraju. W sezonie 2015/2016 występował w Mwadui United FC, a w latach 2016-2019 w Singida United FC. W 2019 przeszedł do klubu Pamba SC.

## Kariera reprezentacyjna
W reprezentacji Tanzanii Khalfan zadebiutował 15 grudnia 2004 roku w przegranym 0:2 meczu Pucharu Cecafa 2004 z Burundi, rozegranym w Addis Abebie. Od 2004 do 2012 wystąpił w kadrze narodowej 45 razy i strzelił 5 goli.